# Liste von Sakralbauten in Volkach
Die Liste von Sakralbauten in Volkach listet alle sakralen oder kultischen Bauwerke in der unterfränkischen Stadt Volkach und ihren Ortsteilen auf. Die Liste umfasst sowohl die erhaltenen, als auch die abgegangenen Gebäude. Neben christlichen Kirchen existierte in der Vergangenheit auch eine Synagoge auf dem heutigen Gemeindegebiet.

## Sakralbau in der Stadt Volkach

### Vor der Reformation

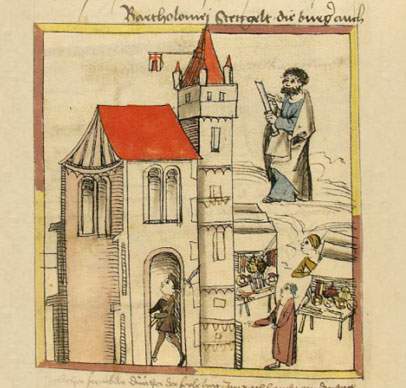
Die Volkacher Bartholomäuskirche im Volkacher Salbuch, 16. Jahrhundert

Obwohl die heutige Gemeinde Volkach ein Produkt der Gebietsreform in den 1970er Jahren ist, waren die meisten Ortsteile bereits durch pfarrliche Strukturen in der Vergangenheit verbunden. Ursprünglich lag dieses seelsorgerische Zentrum wohl auf der Vogelsburg, hier wird bereits in einer Urkunde des Jahres 906 eine Kapelle („Fugalespurc cum capella“) erwähnt. Ohne Kenntnis der Quellen verlor die Kapelle im Laufe der Zeit ihre Stellung als Pfarrkirche.
Neuer Mittelpunkt wurde dagegen der sogenannte Kirchberg im Norden der Stadt Volkach. Hier errichtete man die neue „Urpfarrkirche“ für die umliegenden Gemeinden. Sie wurde erstmals im Jahr 1158 erwähnt. Der Kirchbergkirche waren die Orte Astheim, Eichfeld, Gaibach, die Wüstung Gieshügel, Hallburg, Krautheim, Obervolkach und Rimbach zugeordnet. In einzelnen Dörfern existierten wohl bereits Kapellen, die allerdings keinen eigenen Pfarrer besaßen.
Als Volkach zu Beginn des 13. Jahrhunderts zur Stadt aufstieg, verlegte man mehr und mehr pfarrliche Strukturen vom entlegenen Berg in die aufstrebende Gemeinde. Im 15. Jahrhundert bestanden schließlich mit der Georgskirche in der Stadt und der dem heiligen Bartholomäus geweihten Kirchbergkirche zwei Pfarrkirchen in Volkach. Zugleich begannen die vielen Filialen ein Eigenleben zu entwickeln: So hatten die Eichfelder bereits im Jahr 1339 die Pfarrei verlassen und ein eigenes Gotteshaus im Dorf errichtet.
Noch im 15. Jahrhundert übergab man den sogenannten Beginen die Kirche auf dem Kirchberg, die hier eine Klause einrichteten. Bis 1447 verlor die Kirche ihre pfarrlichen Funktionen, stattdessen konnte die Stadtpfarrkirche auch das Patrozinium des heiligen Bartholomäus auf sich vereinen. Die Kirche auf dem Berg wurde der Jungfrau Maria unterstellt und lockte mit ihrem Gnadenbild vermehrt Wallfahrer an. In Astheim übernahm das 1409 gegründete Kartäuserkloster die örtliche Kapelle und baute sie zur Pfarrkirche um.
In Dimbach förderten die Dorfherren, die Mönche des Klosters Münsterschwarzach den Kirchenbau und die Errichtung einer Propstei. Im Jahr 1443 wurde die Auspfarrung der Obervolkacher von der Volkacher Kirche bestätigt, um 1500 hatte sich die Gemeinde in Krautheim von der Stadtpfarrei entfernt. Zeitgleich begannen auch die Lehren Martin Luthers im heutigen Volkacher Stadtgebiet Fuß zu fassen. Allerdings waren die einzelnen Ortschaften ganz unterschiedlich von der Ausbreitung der Reformation betroffen.

### Bis heute
In Volkach hielt der Vikar Jakob Pfeffer in der Kapelle vor dem Oberen Tor den ersten lutherischen Gottesdienst. Allerdings setzte sich die neue Lehre in der zum katholischen Hochstift Würzburg gehörigen Stadt nie durch. Anders war es in den Dörfern Krautheim und Eichfeld, die im Einflussbereich der lutherischen Grafen zu Castell lagen. Sie wurden im 16. Jahrhundert evangelisch und blieben es. Der Einfluss von lutherischen Predigern war auch in Escherndorf und Fahr groß.

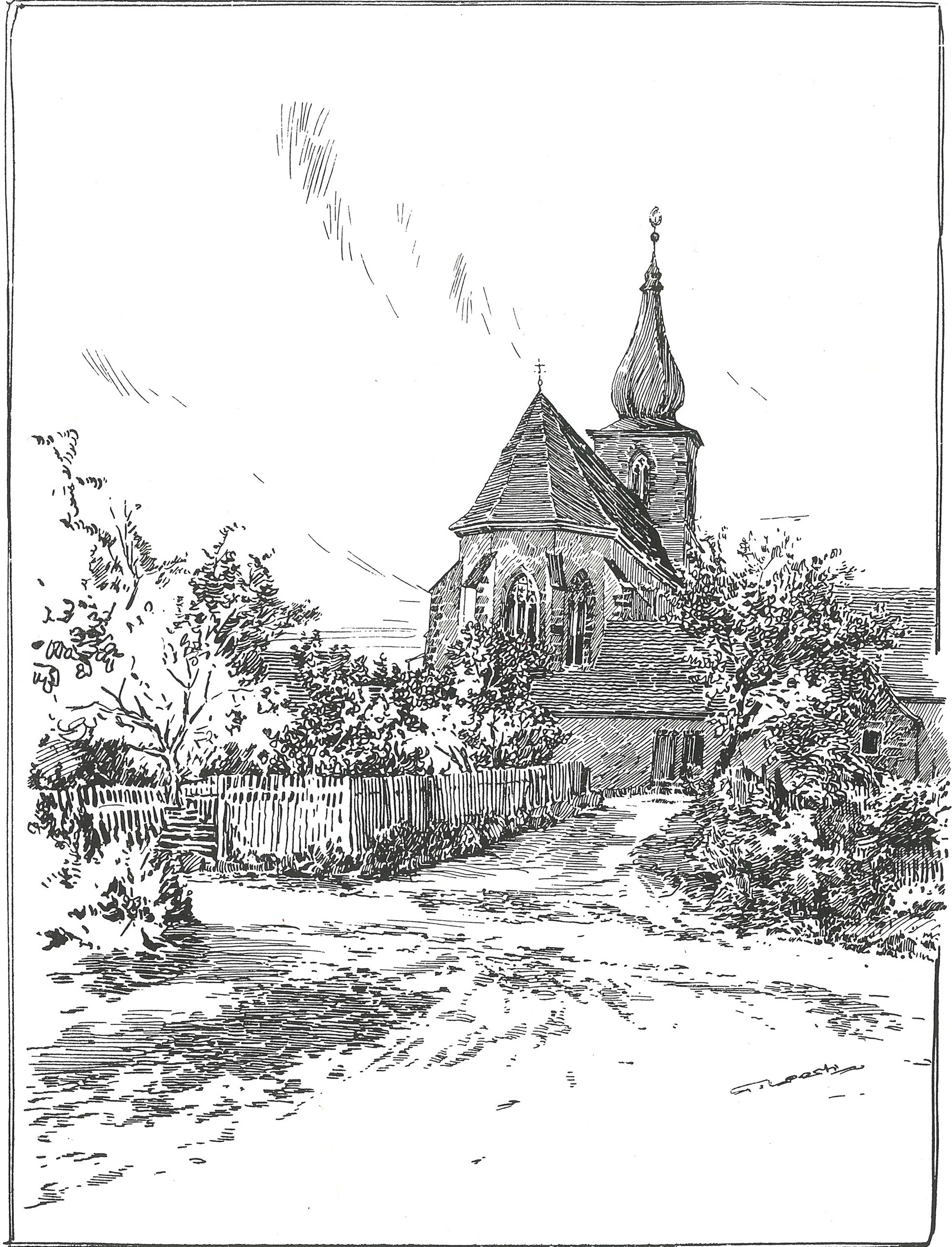
Die Dimbacher Kirche zu Beginn des 20. Jahrhunderts

Allerdings gelang es hier dem Würzburger Fürstbischof Julius Echter von Mespelbrunn die Bewohner wieder mit dem alten Glauben zu versöhnen. Echter trieb die Gegenreformation voran, indem er die pfarrlichen Strukturen erneuerte, in Escherndorf sogar eine neue Pfarrei errichtete und die Kirchengebäude modernisieren ließ. So entstanden auch an der Mainschleife die typischen Julius-Echter-Türme mit den spitzen Helmen.
Während des Dreißigjährigen Krieges eroberten die protestantischen Schweden 1631 das Gebiet um Volkach und versuchten neuerlich lutherische Gemeinden aufzubauen. Der Versuch misslang und die Mainschleife blieb, mit Ausnahme der Orte Eichfeld und Krautheim, ein katholisches Gebiet. Im 18. Jahrhundert etablierten die Grafen von Schönborn in Gaibach eine eigene Herrschaft. Sie verpflichteten mit Balthasar Neumann einen der einflussreichsten Baumeister seiner Zeit um die Dreifaltigkeitskirche neu zu bauen.
Die Auflösung des Hochstifts Würzburg durch die Säkularisation bzw. das Ende der Grafschaft Castell durch die Mediatisierung am Beginn des 19. Jahrhunderts veränderte die kirchliche Situation an der Mainschleife grundlegend. Volkach wurde Sitz eines katholischen Dekanats, das bis in die 1970er Jahre Bestand hatte. Mit der vom Königreich Bayern vorangetriebenen Judenemanzipation konnten auch die jüdischen Gemeinden in Rimbach und Öttershausen eigene Synagogen ins Auge fassen, errichtet wurde eine solche aber lediglich in Öttershausen.
Heute sind die katholischen Gemeinden im Stadtgebiet von Volkach Teil des Dekanats Kitzingen. Sie wurden zu Beginn des 21. Jahrhunderts in zwei Pfarreiengemeinschaften, St. Urban an der Mainschleife und Obere Volkach - St. Urban, organisiert. Dimbach ist als Teil des ehemaligen Klostergebietes von Münsterschwarzach Filiale in der Gemeinschaft Stadtschwarzach, Schwarzenau, Reupelsdorf. Die jüdischen Gemeinden lösten sich am Ende des 19. Jahrhunderts auf und die Synagoge in Öttershausen verfiel.
Die evangelisch-lutherischen Gemeinden in Krautheim und Eichfeld sind heute im Dekanat Castell organisiert, das sich aus der aufgelösten Grafschaft entwickeln konnte. Durch das Wachstum der Stadt Volkach nach dem Zweiten Weltkrieg wurde in der Nachkriegszeit immer wieder diskutiert, die Gemeinde aus Eichfeld auszupfarren. Im Jahr 1977 wurde schließlich der erste Gottesdienst in der ehemaligen Totenkapelle St. Michael abgehalten. 1982 verpachtete man das Gotteshaus schließlich an die Gemeinde.

## Kirchen
Die Auflistung orientiert sich an mehreren Aufsätzen und Werken über die Kirchen von Volkach, wobei über die kunsthistorisch bedeutsamsten ein „Kleiner Kunstführer“ erschien. Die evangelisch-lutherischen Gotteshäuser wurden im Sammelband Castell - Grafschaft und Dekanat kompiliert, während die katholischen im Realschematismus der Diözese Würzburg zusammengefasst wurden. Die verwendeten Werke sind den Einzelnachweisen der jeweiligen Häuser zu entnehmen. Die Zuordnung zu den Ortsteilen der Stadt erfolgt durch die Lage im Gemeindegebiet.
Die Kirchen sind nach ihrem Entstehungsjahr bzw. dem Jahr der Ersterwähnung geordnet, wobei hierdurch ältere Traditionen nicht immer deutlich werden. Hier Abgegangene Bauten sind mit einem Kreuz (†) versehen, evangelisch-lutherische Kirchen (ev.-luth.) wurden in Klammern mit einer Jahreszahl ausgestattet, die den ersten lutherischen Gottesdienst bzw. die Umwidmung markiert. Katholische Kirchen sind durch die Abkürzung kath. zu erkennen.

### Mariä Schutz
| kath.      | vor 906 |
| Vogelsburg |         |

Bei der Kirche Mariä Schutz auf der Vogelsburg auf den Fluren des gleichnamigen Ortsteils in der Gemarkung von Escherndorf handelt es sich um das mit Abstand älteste Gotteshaus in der weiteren Umgebung. Der Berg selbst war bereits seit der Steinzeit fast durchgängig besiedelt. In der Bronzezeit errichtete man erstmals Befestigungen. Die Franken werteten die Anlagen auf dem Berg weiter auf und trieben auch die Christianisierung voran. Wahrscheinlich entstand während des 6. Jahrhunderts hier eine Kirche.
Die Pfarrei auf dem Berg verlor im 8. Jahrhundert die seelsorgerische Zentralität, die Kirche wurde zur Kapelle umgewandelt. Erst im Jahr 1282 gründete Graf Hermann I. zu Castell hier ein Karmelitenkloster und bestimmte die neuerrichtete Kirche zu seiner Grablege. Nachdem das Kloster 1545 aufgelöst worden war, verfiel das Gotteshaus. Erst im 18. Jahrhundert entstand die heute noch bestehende Kirche. Durch die Säkularisation kam die Kirche in Privathände.
Die Kirche präsentiert sich heute als schlichte Saalkirche. Ihr wurde oberhalb des Ostchores ein kleiner Dachreiter aufgesetzt. Man betritt die Kirche im Erdgeschoss, wo eine Treppe zum 1908 errichteten Obergeschoss mit dem heutigen Gottesdienstraum überleitet. Von der ursprünglichen Ausstattung hat sich nichts erhalten, der Kircheninnenraum wurde im Zuge einer Renovierung im Jahr 2015 stark umgestaltet und präsentiert sich heute sehr schlicht. 49° 52′ 2,3″ N, 10° 11′ 0,2″ O

### St. Maria de Rosario
| kath.                | 11. Jh. |
| St. Maria de Rosario |         |

Die Kirche Maria de Rosario bildet den historischen Mittelpunkt vom Dimbach, bereits im 11. Jahrhundert stand ein Vorgängerbau an der Stelle des heutigen Gotteshauses. Ihr heutiges Erscheinungsbild erhielt die Kirche zwischen dem 13. und 14. Jahrhundert. Die enge Verbindung zum Kloster Münsterschwarzach führte in der Folgezeit zur Errichtung einer Propstei im Ort, die zeitweise von drei Mönchen besetzt war. Dimbach war Ziel einer Wallfahrt, die allerdings lediglich lokale Bedeutung besaß.
Der Außenbau der Kirche ist ebenso bemerkenswert, weil sie für eine Dorfkirche außerordentlich dimensioniert ist. Sie präsentiert sich als dreischiffige Basilika mit einem breiten Westturm und zitiert den Stil der Gotik. Ein Fünfachtelchor schließt das Gebäude nach Osten hin ab. Im Inneren wurde im Chor Kreuzrippengewölbe angebracht, die sogenannte Turmhalle im Westen weist dagegen ein Kreuzgewölbe mit figürlichen Konsolen auf. Das Langhaus hat ein Spitzbogengewölbe.
Ziel der Wallfahrer war die Gnadenmadonna im Inneren des Hochaltars. Die Figur wurde 1398 geschaffen und war zunächst als Prozessionsmadonna vorgesehen. Das Kircheninnere weist noch mehrere wertvolle Ausstattungsgegenstände auf, so ist das sogenannte Kreuzigungsrelief auf die Zeit um 1070 zu datieren. Es ist somit eine der ältesten, fränkischen Steinplastiken. Die restliche Ausstattung entstammt zumeist der Zeit des Barock, teilweise brachten die Schwarzacher Äbte auch Stücke aus der Klosterkirche dorthin. 49° 49′ 55,4″ N, 10° 15′ 23,2″ O

### St. Michael (Krautheim)
| ev.-luth. (1583)              | 1150 |
| Evangelische Kirche Krautheim |      |

Den Mittelpunkt von Krautheim bildet die evangelisch-lutherische Pfarrkirche St. Michael. Sie war lange Zeit eine Filiale der Großraumpfarrei auf dem Volkacher Kirchberg und wurde als solche in der ersten Hälfte des 15. Jahrhunderts neu errichtet. Spätestens im 16. Jahrhundert wurde hier evangelisch-lutherischer Gottesdienst abgehalten. Mehrere Jahrzehnte lang wurde Krautheim allerdings dennoch vom nahen Eichfeld aus seelsorgerisch betreut.
In den 1970er Jahren entschied sich die Gemeinde dann für einen umfassenden Neubau des Langhauses, es konnte 1973 neu geweiht werden. Ein architektonisches Markenzeichen bildet heute der Chorturm aus dem 16. Jahrhundert. Er wurde im Stile der sogenannten Echtergotik gebaut, die typisch für das Hochstift Würzburg war, obwohl die Gemeinde zu diesem Zeitpunkt bereits lutherisch war. So ist der typische Echterturm mit dem Spitzhelm zu erklären.
Trotz der Umbauten im 20. Jahrhundert haben sich um die Kirche mehrere Kirchgaden erhalten, die von den Befestigungen zeugen, welche das Gotteshaus ursprünglich umgaben. Sie wurden zu Beginn des 18. Jahrhunderts errichtet. In der Leichenhalle wurden insgesamt sechs Epitaphe aufgestellt. Sie sind mehreren in der Kirche begrabenen Personen gewidmet und teilweise reich verziert. Weitere, stark verwitterte Epitaphe finden sich auch im Friedhof, der direkt an die Pfarrkirche anschließt. 49° 53′ 7,4″ N, 10° 17′ 15,9″ O

### Maria im Weingarten
| kath.               | vor 1158 |
| Maria im Weingarten |          |

Die Wallfahrtskirche Maria im Weingarten oberhalb der Stadt Volkach war die Urpfarrkirche für die Orte an der Mainschleife. Sie übernahm diese Funktion von der Kirche auf der Vogelsburg. Im 14. Jahrhundert zogen sogenannte Beginen, ein Laienorden, in die Gebäude oberhalb der Stadt Volkach. Für einige Jahrhunderte etablierte sich auch eine Wallfahrt zu einem Gnadenbild im Inneren des Gotteshauses. Im 20. Jahrhundert geriet die Kirche in die Presse, als einige Kunstwerke aus der Kirche entwendet worden waren.
Die Kirche ist geostet und präsentiert sich als einschiffige Hallenkirche aus der Spätgotik. Ein hohes Satteldach überragt das Langhaus, während der Chor von einem weit niedrigeren Walmdach begrenzt ist. Ein barocker Dachreiter aus dem Jahr 1750 ist auf dem Dach des Chores angebracht. Ältester Teil der Wallfahrtskirche ist ein romanischer, quadratischer Turmstumpf der im 13. bzw. 14. Jahrhundert geplant, jedoch nie umgesetzt wurde. Er befindet sich im Süden des Chores und dient heute als Sakristei.
Die Ausstattung des Mittelalters hat sich in der Wallfahrtskirche weitgehend noch erhalten. Bekanntes Stück ist die sogenannte Rosenkranzmadonna von Tilman Riemenschneider, die zwischen 1521 und 1524 entstand. Daneben hat sich auch die wundertätige Pietà erhalten, die ursprünglich das Ziel der Wallfahrer war. Epitaphe und Grabdenkmäler zeugen davon, dass die Kirche lange Zeit auch als Grablege für den regionalen Adel diente. 49° 52′ 29″ N, 10° 12′ 49,9″ O

### St. Bartholomäus und St. Georg
| kath.                          | vor 1313 |
| St. Bartholomäus und St. Georg |          |

Die Stadtpfarrkirche St. Bartholomäus und St. Georg befindet sich im Zentrum der Volkacher Altstadt. Zunächst bestand an dieser Stelle eine dem heiligen Georg geweihte Kapelle, die Pfarrei befand sich auf dem Kirchberg, wo heute die Kirche Maria im Weingarten steht. Das 14. Jahrhundert brachte die Erhebung zur Pfarrkirche. Am 22. Februar 1413, dem Tag der Stuhlfeier Petri, begann ein lange geplanter Neubau. Die Kirche erlitt im letzten Kriegsjahr des Zweiten Weltkriegs kleinere Schäden, die 1949 ausgebessert wurden.
Die Kirche wurde als Saalkirche ausgeführt. Sie ist geostet und weist einen polygonalen Chor auf. Im Westen stößt die Nikolauskapelle direkt an das Gebäude. Insgesamt ist die Kirche auf drei Seiten von Häusern umgeben und öffnet sich im Osten zur Hauptstraße hin. Das prägende Element der Kirche ist jedoch der Turm, der nördlich des Chores gebaut wurde. Er weist sieben Geschosse auf und ist 45 m hoch. Ein runder Treppenturm mit einer kleinen Kuppel wurde an seiner Ostseite angebracht.
Die Ausstattung der Kirche ist vor allem von der barocken Umgestaltung im 18. Jahrhundert geprägt. Mehrere große, fränkische Künstler des Barock wirkten in der Pfarrkirche. Einige ältere Bestandteile zeugen vom hohen Alter des Kirchenbaus. Das Deckengemälde wurde von Johann Michael Wolcker geschaffen, Georg Sebastian Urlaub und Johann Georg Neßtfell arbeiteten am Hochaltar. Später ergänzte Johann Peter Wagner das Tabernakel. 49° 51′ 54,8″ N, 10° 13′ 34,4″ O

### St. Johannes Baptist (Fahr)
| kath.                       | 1331 |
| St. Johannes Baptist (Fahr) |      |

Die Kirche St. Johannes Baptist befindet sich im Ortskern des Ortsteils Fahr. Im Jahr 1331 spaltete sich die Gemeinde von der Urpfarrkirche auf dem Volkacher Kirchberg ab. Zunächst war das Gotteshaus als gotische Wehrkirche konzipiert, ehe man im 15. Jahrhundert die Ummauerung abriss. In den Jahren 1718 bis 1726 wurde die Kirche neu gebaut. Entstanden war ein barockes Gotteshaus. Es folgten im 19. Jahrhundert mehrere Renovierungen des Gotteshauses.
Das älteste Bauteil der Kirche ist der Chorturm aus dem 17. Jahrhundert. Er entstand als sogenannter Julius-Echter-Turm und weist den typischen Spitzhelm auf. Die Kirche wurde geostet und präsentiert sich als Saalbau. Das barocke Langhaus des Jahres 1726 gliedert sich in jeweils drei Fensterachsen, die von Rechteckfenstern gebildet werden. Auf der Nordseite befinden sich die Sakristei und ein Nebenportal. Das Gotteshaus trägt ein Satteldach.
Die Ausstattung der Kirche ist auf die Umgestaltung des Barock zurückzuführen. Aus der alten Kirche ist lediglich das Sakramentshaus erhalten geblieben. Kunsthistorisch besonders bedeutsam ist das Hochaltarblatt von Anton Clemens Lünenschloß mit der Darstellung des „Guten Hirten“ aus dem Jahr 1720. Die Seitenaltäre links und rechts des Chorbogens wurden der Muttergottes Maria und der heiligen Familie geweiht. 49° 52′ 37,6″ N, 10° 9′ 53,3″ O

### St. Stephanus
| ev.-luth. (1556) | 1339 |
| St. Stephanus    |      |

Die Kirche St. Stephanus in Eichfeld ist eng mit der weit entfernten Urpfarrei auf dem Volkacher Kirchberg verbunden. Die Gemeinde war Filiale von Volkach, ehe sie im Jahr 1339 als erste Filiale die Unabhängigkeit erlangte. Eichfeld war Teil der Grafschaft Castell, die Grafen hatten zunächst nur die Dorfherrschaft inne, bevor sie mit der Reformation und der Einführung der evangelischen Lehre im Jahr 1556 auch die Kirchenherrschaft übernahmen. Im Jahr 1902 errichtete man das Kirchengebäude neu.
Der klassische, geostete Saalbau besitzt einen alten Julius-Echter-Turm, der wohl auf gegenreformatorische Bemühungen im 16. Jahrhundert zurückgeht. Das Langhaus wurde zu Beginn des 20. Jahrhunderts im Stile der Neugotik erbaut, während der gotische Chor erhalten blieb. Er weist Maßwerkfenster auf. Die Langhausseiten im Norden und Süden gliedern jeweils fünf Rundbogenfenster. Als Schauseite dient heute die Ostseite des Gotteshauses.
Dem Neubau der Kirche im Jahr 1902 fielen viele der alten Ausstattungsgegenstände zum Opfer. Heute überwiegen im Inneren die neugotischen Elemente, die in Holz gehalten sind. Einige weitere Stücke entstammen noch der alten Kirche. Der alte Taufstein von 1610 wurde nach dem Neubau zunächst im Friedhof untergebracht, später gelangte er wieder ins Innere. Älteste Elemente im Inneren der Kirche sind die Reste des um das Jahr 1400 entstandenen Sakramentshauses. 49° 50′ 31,5″ N, 10° 18′ 3,7″ O

### St. Michael (Volkach)
| ev.-luth. (1977) | 1404 |
| St. Michael      |      |

Die evangelisch-lutherische Pfarrkirche St. Michael befindet sich im Süden der Altstadt. Im Jahre 1404 errichteten die Grafen von Castell die Kirche vor den Mauern der Stadt Volkach. Die Kirche war dem Patronat Marias unterstellt. Die Kirche war im beginnenden 16. Jahrhundert auch die Spitalkirche des Bürgerspitals in der Nachbarschaft. Ab 1544 wurde sie als Friedhofskapelle genutzt. Ab 1977 stand die Kapelle der wachsenden evangelischen Gemeinde als Kirche zur Verfügung.
Beim dritten Aufbau der Kapelle von 1862 bis 1864 erweiterte man die Saalkirche und errichtete einen neuen Hochaltar. Sie weist heute einen eingezogenen Polygonchor auf. Bekrönt ist das Gotteshaus von einem Dachreiter. Von der mittelalterlichen Kirche ist lediglich das Portaltympanon erhalten. Es zeigt die Bekrönung Mariens und ist wohl die Nachbildung eines ähnlichen Reliefs an der Marienkapelle in Würzburg.
Die Kirche weist heute nur wenige Objekte der alten Ausstattung auf. Mittelpunkt des Gotteshauses bildet ein moderner Altar aus den 1970er Jahren. Wohl aus anderen Häusern kamen die neogotischen Altäre im Chor und die Kanzel nach Volkach. Eine Holzempore wurde auf der Ostseite der Kirche angebracht. Ältestes Element war lange Zeit eine Steinpietà, heute befindet sich das Vesperbild im Museum für Franken in Würzburg.
49° 51′ 50,5″ N, 10° 13′ 39,1″ O

### St. Johannes Evangelist
| kath.                   | 1408 |
| St. Johannes Evangelist |      |

Die Astheimer Kirche war lange Zeit eine Filiale der Volkacher Pfarrkirche auf dem Kirchberg. Erst zu Beginn des 15. Jahrhunderts wurde sie unabhängig und bald darauf den Kartäuserprioren des Dorfes unterstellt. Während des Dreißigjährigen Krieges feierte man in der Kirche evangelischen Gottesdienst. Das heutige Aussehen der Kirche entstammt dem 16. Jahrhundert und ist der Spätgotik zuzurechnen.
Die Anlage wurde im Jahr 1509 gebaut und ist in ihrem Erscheinungsbild der Spätgotik zuzurechnen. Die Kirche ist geostet und wurde als Saalbau errichtet. Das Langhaus ist im Norden durch zwei Fensterachsen gegliedert. Beide Fenster sind rundbogig und haben schlichtes Maßwerk. Der Chor mit einem Pultdach ist im Osten an das Langhaus angebaut. Die fünf Geschosse des Kirchturms sind außen an den Fenstern zu erkennen, das oberste Geschoss ist durch ein Gesims hervorgehoben.
Die Innenausstattung der Astheimer Kirche ist von der Umformung im 18. Jahrhundert geprägt. Daneben weisen die Epitaphe der Familie Schwarzenberg auf die Rolle als Grablege der Familie hin. Der Hochaltar füllt die Ostwand des Chores aus. Er wurde um die Mitte des 18. Jahrhunderts geschaffen und mit der Anbringung der beiden Assistenzfiguren der Kreuzigungsgruppe fertiggestellt. Johann Peter Wagner schuf sie im Jahr 1789. 49° 51′ 45,8″ N, 10° 13′ 5,4″ O

### Klosterkirche Astheim
| profaniert            | 1418 |
| Klosterkirche Astheim |      |

Das Kartäuserkloster in Astheim existiert seit dem Jahr 1409. In den Jahren 1418 bis 1468/1469 errichtete man die ursprüngliche Kirche, die in Standort und Umfang der heutigen ungefähr glich. 1723 wurde die Kirche innen barockisiert. Nach der Säkularisation gelangten die erhaltenen Gebäude in die Hand der Familie Schwarzenberg, sie renovierte zwischen 1862 und 1863 die Kirche. Nach einem Brand im Jahr 1867 erhielt die Kirche den heute noch erhaltenen Dachreiter.
Die ehemalige Kirche des Klosters ist geostet. Sie ist einschiffig und weist als Saalkirche kein Querschiff auf. Der Chor, der nur den Mönchen des Klosters vorbehalten war, schließt mit einem Fünfachtelschluss ab. Er besteht aus drei Jochen. Eine Besonderheit der Kirche ist der Lettner im Inneren, der als besterhaltener Deutschlands gilt. Er trennte früher die Mönchs- von der Laienkirche und war mit seiner Plattform Zugang zum zweiten Geschoss zum Verbindungsgang und zum Kreuzgang.
Nachdem die Gebäude der ehemaligen Kartause in den letzten Jahren des 20. Jahrhunderts als Museum umgebaut wurden, haben sich von der ursprünglichen Ausstattung der Gebäude nur noch die Elemente in der, heute profanierten, Klosterkirche erhalten. Hierbei stehen vor allem der mächtige Hochaltar und das Chorgestühl der Mönchskirche im Mittelpunkt. Das Chorgestühl schuf man im Jahr 1606 durch die Hände von unbekannten Künstlern. 49° 51′ 46,4″ N, 10° 13′ 0,8″ O

### St. Nikolaus
| kath.        | 1443 |
| St. Nikolaus |      |

Die Kirche bildet den heutigen Mittelpunkt des Dorfes Obervolkach nordöstlich der Kernstadt. Um sie herum entstand sogar ein vollständig neuer Ortsteil. Die Kirche sagte sich wohl bereits um 1330 von der Mutterkirche auf dem Volkacher Kirchberg los, die entsprechenden Urkunden verbrannten allerdings in der Folgezeit. Deshalb datiert die Unabhängigkeit der Pfarrei Obervolkach erst auf das Jahr 1435. Die erste Kirche war wohl kapellenartig errichtet und wurde in der Folgezeit ersetzt.
Heute präsentiert sich die Nikolauskirche vorrangig als Bau der Spätgotik. Ein Julius-Echter-Spitzhelm erhielt das Gotteshaus zu Beginn des 17. Jahrhunderts, ebenso wurde die Kirche renoviert. In der Nachkriegszeit war die alte Kirche bald zu klein für die wachsende Zahl der Gemeindemitglieder geworden und man plante sie zu erweitern. Deshalb wurde die Grundfläche der Kirche im Jahr 1976 um zwei Drittel erweitert und im Jahr 1977 neu geweiht.
Einige wertvolle Ausstattungsgegenstände werden im Inneren der Kirche aufbewahrt. Die ältesten dieser Stücke entstammen dem 15. und 16. Jahrhundert. Aus der Friedhofskapelle St. Michael stammen die Figuren des Johannes des Täufers und der Maria. Von hier kam auch eine Figur des Winzerpatrons Urban. Sie wurde um das Jahr 1490 geschaffen. Besonders wertvoll ist auch der Prospekt der Orgel. Er wurde von Franz Ignaz Seuffert gearbeitet.
49° 52′ 24,4″ N, 10° 15′ 31,9″ O

### St. Georg
| kath.     | 1447 |
| St. Georg |      |

Die Kirche St. Georg bildet den Mittelpunkt des Dorfes Rimbach. Sie wurde im 15. Jahrhundert erstmals genannt und war lange Zeit eine Filiale der Urpfarrkirche auf dem Volkacher Kirchberg. Bereits im 17. Jahrhundert war das Gotteshaus in einem schlechten Zustand und sollte erneuert werden. Zwischen 1669 und 1715 wurde der Neubau vom Tiroler Jakob Hueber verwirklicht. Im Jahr 1860 pfarrte man die Georgskirche aus Volkach aus.
Auf den Tiroler Baumeister ist es zurückzuführen, dass sich die Kirche nicht als typische fränkische Dorfkirche präsentiert. Dem Gotteshaus wurde ein vierseitiger Dachreiter mit einer Zwiebelkuppel, wie sie eher in Altbayern und Österreich zu finden sind, aufgesetzt, außerdem besitzt es einen eingezogenen Chor. Das Langhaus gliedert sich durch drei Fensterachsen, an der Choraußenwand wurde ein Epitaph angebracht.
Den Mittelpunkt des Chors bildet das Sakramentshäuschen von 1502 mit einer Darstellung Christi im Bogenfeld. Auf die Vergangenheit des Ortes als Sitz des Rittergeschlechts verweisen mehrere Epitaphe der Zollner von Rimbach. Kurz nach der Vollendung des Neubaus kamen im 18. Jahrhundert die Altäre in die Kirche. Kurze Zeit später wurden die Kanzel und der Taufstein geschaffen, der heute vor dem Chor steht. 49° 51′ 54,5″ N, 10° 17′ 36,3″ O

### St. Andreas
| kath.       | 1576 |
| St. Andreas |      |

Die Andreaskirche im kleinsten Volkacher Ortsteil Köhler wurde im Jahr 1576 erstmals erwähnt.  Für das Jahr 1610 sind Ausbesserungsarbeiten am Gebäude überliefert. Erst um 1720 entstand die Kirche in ihrer heutigen Form. Das Gotteshaus präsentiert sich als schlichter Bau des 18. Jahrhunderts. Das Dach bekrönt ein sechsseitiger, hölzerner Dachreiter. Ihm ist ein Pyramidenhelm aufgesetzt. Die Kirche besitzt ein zweiachsiges Langhaus mit einem Flachdach. Im Süden schließt der quadratische Chor an. Er besitzt im Inneren ein Kreuzgewölbe.
Die Innenausstattung ist, untypisch für eine solch kleine Dorfkirche, sehr wertvoll. Aus der alten Kirche konnte zwar lediglich das Sakramentshaus erhalten werden, allerdings kamen in späterer Zeit zwei Figuren aus der Riemenschneiderschule hierher. Viele weitere Ausstattungsstücke erhielt die Andreaskirche wohl nach der Auflösung des Klosters auf der Vogelsburg. An der Kirchenaußenwand ist ein Gefallenendenkmal angebracht. 49° 50′ 57,7″ N, 10° 10′ 2,2″ O

### St. Johannes Baptist (Escherndorf)
| kath.                              | vor 1595 |
| St. Johannes Baptist (Escherndorf) |          |

Die Johannes-Baptist-Kirche im Ortsteil Escherndorf bildet den Mittelpunkt des zweizeiligen Häckerdorfes. Die Bewohner des Dorfes neigten während der Reformation dem evangelischen Bekenntnis zu. Um dies rückgängig zu machen, erhob Fürstbischof Julius Echter von Mespelbrunn Escherndorf 1595 zur Pfarrei. Der Vorgängerbau, eine kleine Kapelle, wurde erweitert und war bereits vor 1620 als Pfarrkirche vollendet. Im 18. Jahrhundert erfolgte eine Erneuerung der Innenausstattung.
Die Kirche präsentiert sich im Stile der Nachgotik. Elemente der Renaissance sind mit denen der Spätgotik gemischt. Der Turm, ein typischer der Julius-Echter-Zeit, trägt einen Spitzhelm. Drei Fensterreihen gliedern das Langhaus. Eine doppelgeschossige Sakristei schließt sich an das Gebäude an. Innen wird der Raum vor allem durch die Stuckgliederung aus dem 18. Jahrhundert geprägt. Sie ähnelt der des Bibliotheksbaus der Würzburger Festung.
Aus der Erbauungszeit der Kirche haben sich im Chor ein Prozessions-Kruzifix und der Taufstein erhalten. Er trägt ein Wappen des Fürstbischofs und die Jahreszahl 1609. Im Süden des Gotteshauses befindet sich der Grabstein des Escherndorfer Pfarrers Martin Kluber. Eine Holzfigur im Chor mit dem auferstandenen Christus entstand im späten 17. Jahrhundert. Die Kirchenbänke stammen aus den Jahren 1746 und 1776. Die Orgel im Westen der Kirche kommt aus der Werkstatt Johann Michael Voits und kam 1776 nach Escherndorf.49° 51′ 45,5″ N, 10° 10′ 28,1″ O

### Dreifaltigkeitskirche
| kath.                 | vor 1596 |
| Dreifaltigkeitskirche |          |

Die Dreifaltigkeitskirche im Volkacher Ortsteil Gaibach entstand durch die Förderung verschiedener Adelsgeschlechter. Zunächst trieb Valentin Echter von Mespelbrunn die Erneuerung des Baus voran, ihm gelang im Jahr 1596 Gaibach zur Pfarrei zu erheben. Einige Jahre später, im Jahr 1650, kam Gaibach an die Familie Schönborn. Zwischen 1740 und 1745 errichtete dann der Baumeister Balthasar Neumann das heute noch bestehende Gotteshaus im Stile des Barock.
Die Kirche ist geostet. Die prächtige Westfassade geht in ein schlichtes, zweijochiges Langhaus über. Daran schließt sich eine querovale Rotunde an. Drei bohnenförmige Apsiden sind angebaut. Im Osten befindet sich der Kirchturm. Der Grundriss nähert sich einem Kreuz an. Der Kirchturm ist dreigeschossig, das Untergeschoss stammt aus der alten Kirche und wurde beim Neubau Balthasar Neumanns übernommen. Die Wände im Inneren der Kirche sind alle leicht gemuldet.
Ursprünglich war geplant, die Ausstattung der alten Kirche mit einigen Epitaphien wieder zu verwenden. Die Neuausstattung wurde in den folgenden Jahren jedoch der Architektur angepasst. Bedeutende Künstler schufen Stücke für die Kirche. Besonders bedeutsam ist das Blatt des Hochaltars, das die Mitglieder der Familie Schönborn zeigt und von Franz Lippold gemalt wurde. Die Orgel ist ein Werk des Würzburger Hoforgelmachers Johann Philipp Seuffert und gilt als eines der am besten erhaltenen Werke dieses Künstlers. 49° 53′ 26,1″ N, 10° 13′ 38,7″ O

## Kapellen
Die Aufstellung der Kapellen orientiert sich an den gleichen Werken, wie die Kirchen. Alle Kapellen sind oder waren römisch-katholisch. Bei diesen kleinen, christlichen Sakralräumen ist es zumeist noch schwieriger, eine genaue Datierung für die Errichtung vorzunehmen, weswegen zumeist auf Termini ante quem bzw. post quem verwiesen wurde. Auf dem Volkacher Gemeindegebiet bestehen teilweise sehr alte Kapellen. Als älteste kann die Pankratiuskapelle in der Burg Hallburg identifiziert werden.

### Pankratiuskapelle
| kath. | gen. 1253 |

Im Bergfried der Burg Hallburg ist noch heute eine Kapelle untergebracht, die dem heiligen Pankratius geweiht ist. Sie weist ein gotisches Rippenkreuzgewölbe über einem quadratischen Grundriss auf. Erstmals indirekt erwähnt wurde die Kapelle bereits im Jahr 1253, als ein „Wernerus capellanus“ genannt wurde. Während des Dreißigjährigen Krieges wurde hier lutherischer Gottesdienst gefeiert, im 18. Jahrhundert war die Kapelle profaniert worden. Erst die Grafen von Schönborn konsekrierten den Raum neu. 49° 51′ 2,9″ N, 10° 12′ 45,7″ O

### Wolfgangskapelle
| kath. (†) | gen. 1270 |

Die Wolfgangskapelle befand sich im Ortsteil Gaibach. Nachdem die Herren von Gaibach bzw. Gubach seit dem 12. Jahrhundert einen Gutshof im Dorf besessen hatten, erwarb im Jahr 1270 Irmengard von Hohenfeld den Weiler und errichtete eine kleine Kapelle auf dem Areal, auf dem heute der Dorffriedhof von Gaibach zu finden ist. Die Kapelle war dem heiligen Wolfgang geweiht und gilt als Vorgängerbau der später im Ortskern errichteten Dreifaltigkeitskirche. Wahrscheinlich verschwand die Kapelle zu Beginn des 17. Jahrhunderts. 49° 53′ 29″ N, 10° 13′ 43″ O

### Nikolauskapelle (Astheim)
| kath. (†) | vor 1399 |

Die Astheimer Nikolauskapelle war das erste Gotteshaus auf dem Gebiet, das heute von den Überresten der Kartause eingenommen wird. Wahrscheinlich richteten noch die Grafen zu Castell in ihrem Herrenhof eine kleine Kapelle ein. Sie weihten sie dem heiligen Nikolaus, dem Patron der Fischer und Schiffer. Die Herren von Seinsheim nutzten die Kapelle weiter, ehe hier in der Anfangszeit die Kartäuser Gottesdienst feierten. Die Nikolauskapelle wurde später zugunsten der anderen Kapellen auf dem Klosterareal aufgegeben. Hier entstand das Refektorium.49° 51′ 46,1″ N, 10° 13′ 1,4″ O

### Johanneskapelle
| profaniert | 1418 |

Die Johanneskapelle bildet heute den Übergang zwischen der Klosterkirche und dem Prokuratsgebäude auf dem Gelände der Kartause Astheim. Bereits 1418 wurde das sogenannte „Chorkirchlein“ erstmals erwähnt. Hier war die Grablege der Klosterstifterin Anna von Bibra zu finden. Im Jahr 1584 ließ Prior Johannes Haupt die Johanneskapelle errichten, die auch „Prokurators- oder Schaffnerskapelle“ genannt wurde. Noch 1987 war in der zweigeschossigen Kapelle die Aussegnungshalle der Gemeinde Astheim untergebracht. Heute ist die Kapelle profaniert und Teil des Museums Kartause Astheim.49° 51′ 46,1″ N, 10° 13′ 1,5″ O

### Nikolauskapelle (Volkach)
| kath. | 1447 |

Die Nikolauskapelle befindet sich in unmittelbarer Nähe zur Volkacher Stadtpfarrkirche, westlich des Gotteshauses. Erstmals erwähnt wurde die Kapelle im Jahr 1447. Damals war sie dem heiligen Michael geweiht, was auf die Nutzung als Karner hinweist. Heute ist sie lediglich über die Bartholomäuskirche zugänglich. Sie präsentiert sich zweigeschossig, wobei im Obergeschoss einige Apostelkreuze des 15. Jahrhunderts freigelegt wurden. Außerdem finden sich hier eine Ikone des heiligen Nikolaus und eine Kopie des Gnadenbildes von Lucas Cranach. 49° 51′ 54,7″ N, 10° 13′ 32,8″ O

### Siechenhauskapelle
| kath. (†) | 1504 |

Das sogenannte Siechenhaus in der heutigen Sommeracher Straße 22 der Kernstadt besaß ebenfalls eine Kapelle. Das Siechenhaus war erstmals im sogenannten Volkacher Salbuch des Stadtschreibers Niklas Brobst von Effelt abgebildet und wurde 1806 in ein Armenhaus umgewandelt, wobei man die Kapelle abriss. Im Salbuch wird die Kapelle als „keppele“ bezeichnet und ist mit einem Dachreiter dargestellt. Es schloss wohl mit einem Satteldach ab, wobei die Zeichnung nicht sehr realistisch gehalten ist. 49° 51′ 35,5″ N, 10° 13′ 37,1″ O

### Jesus auf der Wies
| kath. | 17. Jh. |

Die Kapelle Jesus auf der Wies entstand zwischen Obervolkach und Rimbach, liegt heute in der Gemarkung von Rimbach, wird aber von den Obervolkachern unterhalten. Zunächst war an der Stelle der Kapelle ein Bildstock zu finden, der im Laufe des 17. Jahrhunderts mit einem kleinen Gebäude umgeben wurde. Bis 1874 entstand das heutige Gotteshaus. Die Kirche präsentiert sich als rechteckiger Bau, der mit einem polygonalen Chor abschließt. Die ursprüngliche Ausstattung der Kapelle ist heute vor allem in Obervolkach zu finden.49° 52′ 2″ N, 10° 16′ 44″ O

### Schlosskapelle Gaibach
| profaniert | nach 1694 |

Die Schlosskapelle in der Gaibacher Anlage war im Nordflügel zu finden. Sie entstand im Zuge des Schlossumbaus zwischen 1694 und 1700. Sie präsentierte sich als rechteckiger Saal und schloss mit einem Kreuzgewölbe ab. Im Inneren arbeitete der Bamberger Künstler Johann Jakob Vogel mehrere Stuckarbeiten für die Decken aus. Unter anderem war die Heiligste Dreifaltigkeit und die Himmelfahrt Mariens abgebildet. Ein Stuckaltar kam 1730 ins Innere. Heute ist die Kapelle profaniert und nur noch Reste der Stuckdecken erhalten.49° 53′ 29,3″ N, 10° 13′ 36,1″ O

### Heilig-Kreuz-Kapelle
| kath. | 1697 |

Die Gaibacher Heilig-Kreuz-Kapelle steht am Rande der Staatsstraße 2271 auf dem Sonnenberg. Sie geht, ähnlich wie einige andere Bauten im Dorf Gaibach selbst, auf die Grafen von Schönborn zurück. So ließ Lothar Franz von Schönborn im Jahr 1697 um ein Heiligenhäuschen mit einem Kruzifix die Kapelle errichten. Als Baumeister konnte man wohl Johann Leonhard Dientzenhofer gewinnen. Schönborn forcierte die Etablierung einer Wallfahrt, die Pilger blieben allerdings aus.
Die Kirche ist als Rotunde errichtet worden. Der Unterbau ist zylindrisch und wird von einer halbrunden Kuppel abgeschlossen. Auf der Nordseite des Dachs befindet sich ein Dachreiter, der als Glockenturm dient. Die Ausstattung der Kapelle kam unmittelbar nach der Erbauung in das Gotteshaus. Sie präsentiert zugleich den Reichtum des Stifters, der sich mit seinem Wappen mehrmals in der kleinen Kapelle hat verewigen lassen. Besonders bemerkenswert ist das Deckengemälde von Lazaro Maria Sanguinetti. 49° 53′ 48,3″ N, 10° 13′ 45,2″ O

### Friedhofskapelle Fahr
| kath. | vor 1706 |

Die in der Mitte des Friedhofs gelegene Friedhofskapelle wurde vor dem Jahr 1706 angelegt. Ein gebogenes Walmdach bekrönt den Bau. Das Portal ist schnörkellos gestaltet. Lediglich in der Fassade erkennt man hervorkragende Elemente. Im Inneren befindet sich ein Altar, dessen Altarbild den heiligen Sebastian darstellt. Umgeben ist er von weinumrankten, verdrehten Säulen. 49° 52′ 36,2″ N, 10° 10′ 3,9″ O

### Michaelskapelle
| kath. | 1716 |

Die Michaelskapelle befindet sich auf der westlichen Seite des Dorfes Obervolkach an der Michaelistraße. Bereits zu Beginn des 17. Jahrhunderts legte man hier den Friedhof des Ortes an. Die Kapelle wurde im Jahr 1716 unter dem Würzburger Fürstbischof Johann Philipp von Greiffenclau zu Vollraths gebaut. Das Kirchlein präsentiert sich als einfacher Bau. Ein eingezogener Chor begrenzt es; er schließt mit einem Dreiecksschluss ab. Der Innenraum der Kapelle wird von dem 1716 geschaffenen zweisäuligen Altar beherrscht. 49° 52′ 28,4″ N, 10° 15′ 15,6″ O

### Rundkapelle Astheim
| kath. | 1724 |

Die Rundkapelle liegt als Feldkapelle in der Nähe des Ortsteils Astheim. Die Kapelle wurde im Jahr 1724 im Stil des Barock errichtet und mit einem vom Rokoko beeinflussten Altar ausgestattet. Sie hat einen kreisrunden Grundriss, ein Rundbogenportal mit geohrter Rahmung leitet ins Innere über. Zwei kleine Ochsenaugen belichten das Gotteshaus. Ein Kreuz schließt sie nach oben hin ab. Anders als die meisten anderen Gotteshäuser in Volkach ist die Kapelle nicht als Baudenkmal eingeordnet. 49° 51′ 58,9″ N, 10° 11′ 54,8″ O

### Kreuzkapelle
| kath. | 1727 |

Zunächst befand sich an der Stelle der kleinen Kapelle ein Bildstock, der im Volksmund „Weiße Marter“ genannt wurde. Im Jahr 1727 stifteten dann das Ehepaar Johann Adam und Margaretha Lutz aus Fahr die kleine Kapelle. Sie wurde am 16. April 1728 vom Gemeindepfarrer Georg Adam Molitor benediziert. Früher wurden hier die Flurumritte der damals selbstständigen Gemeinde begangen. Bis mindestens zum Jahr 1983 war es für die Fahrer Bevölkerung üblich, am 3. Mai und am 14. September zur Kapelle zu pilgern.
Die Kapelle wurde im Jahr 1727 im Stile des Barock errichtet und präsentiert sich als kreisrunde Anlage. Die Kirche schließt mit einer achtseitigen Kuppel ab. Ein Rundbogenportal leitet ins Innere über. Renovierungen am Gebäude wurden im Jahr 1991 und 1995 vorgenommen. Bei der Renovierung 1995 wurden im Inneren Fresken der Erbauungszeit freigelegt, die die Heiligen Antonius und Bruno zeigen. Ein Altar mit einem Kruzifix entstammt dem 18. Jahrhundert. 49° 52′ 32,6″ N, 10° 10′ 28,6″ O

### Kapelle im Elgersheimer Hof
| profaniert | unklar |

Im Inneren des Elgersheimer Hofes bei Fahr befindet sich eine Kapelle. Bis 1995 wurden hier Gottesdienste abgehalten. Ihr einziges Ausstattungselement ist der klassizistische Marienaltar. Er ist in Weiß und Gold gehalten und wird vom Abtswappen des Eugen Montag überragt. Als Altarblatt befindet sich zentral ein Gemälde Marias. Sie ist als Herzogin von Franken dargestellt und von den vierzehn Nothelfern umgeben. 49° 52′ 17,7″ N, 10° 10′ 34,6″ O

### Lourdeskapelle
| kath. | 1892 |

Die Lourdeskapelle liegt auf einem Hügel nahe dem Volkacher Ortsteil Escherndorf. Im Jahr 1891 war der Escherndorfer Jakob Neubauer aus Lourdes zurückgekehrt und plante eine Kapelle zu errichten. Nach anfänglichen Schwierigkeiten mit dem Pfarrer der Gemeinde konnte die Kapelle 1892 erbaut werden. Heute wird die Kapelle als touristisches Ausflugsziel und als Hochzeitskapelle genutzt. Im 21. Jahrhundert wurde der Bau stark verändert und die Umgebung umgestaltet.49° 51′ 46,3″ N, 10° 10′ 22,9″ O

### Feldkapelle Volkach
| kath. | 1897 |

An der Kreisstraße KT 10 zwischen Volkach und Dimbach ist heute die kleine Feldkapelle zu finden. Sie geht auf eine Stiftung des Jahres 1897 zurück und wurde vom Ehepaar Georg Karl und Sabina Schmitt errichtet. Geweiht wurde sie, wie einer Inschrift zu entnehmen ist, Jesus und der heiligen Mutter Maria. Die Kapelle ist ein Bruchsteinbau mit einem Pyramidendach. Hinten wurde ein Bruchstück von einer Barocksäule als Spolie angebracht. 49° 51′ 20,5″ N, 10° 14′ 9,4″ O

### Klosterkapelle Volkach
| kath. | 1962 |

Am 16. Mai 1962 wurde im Kloster der Dillinger Franziskanerinnen in der Volkacher Innenstadt eine Kapelle benediziert. Die Kapelle ist mit einem Volksaltar aus der Zeit der Errichtung ausgestattet. Darüber wurde ein Altarbild der heiligen Maria als Königin des Weltalls angebracht. Ältestes Element der Ausstattung ist ein Gemälde mit Christus am Kreuz. Es stammt aus dem 18. Jahrhundert und ist heute auf der Empore aufgehängt. 49° 51′ 54,5″ N, 10° 13′ 31,8″ O

### Kapelle im Bürgerspital
| kath. | 1994 |

Im Jahr 1994 erhielt das Bürgerspital in der Schaubmühlstraße am Rande der Volkacher Innenstadt eine eigene Hauskapelle. Sie wurde im Neubau von Hans-Peter Röschert und Hans Stürzenhofecker im Jahr 1994 eingerichtet. Am 24. September 1994 nahm der Weihbischof in Würzburg, Helmut Bauer, die Benediktion vor. Hinter der Kapelle wurde eine kleine Sakristei errichtet. Der größte Teil der Ausstattung geht auf den Universitätsprofessor Ernst Rösser zurück, der die Objekte seiner Heimatstadt spendete.
Im Inneren besteht ein sogenannter Volksaltar. Aus Holz wurden der Ambo und die Sedilien geschaffen, statt eines Altarblattes brachte man ein Kruzifix an der Altarwand an. Insgesamt 14 Kreuzwegstationen durchziehen das Innere der Kapelle. Sie wurden vom Schweinfurter Heinrich Söller aus Bronze geschaffen und kamen 1980 hierher. Eine Muttergottesfigur bereichert ebenfalls das Innere. Von Valentin Glanzner aus Wiesentheid sind dagegen die Fenster und Felder aus Opalglas. Statt einer Orgel findet sich ein Harmonium.49° 51′ 57,4″ N, 10° 13′ 45,3″ O

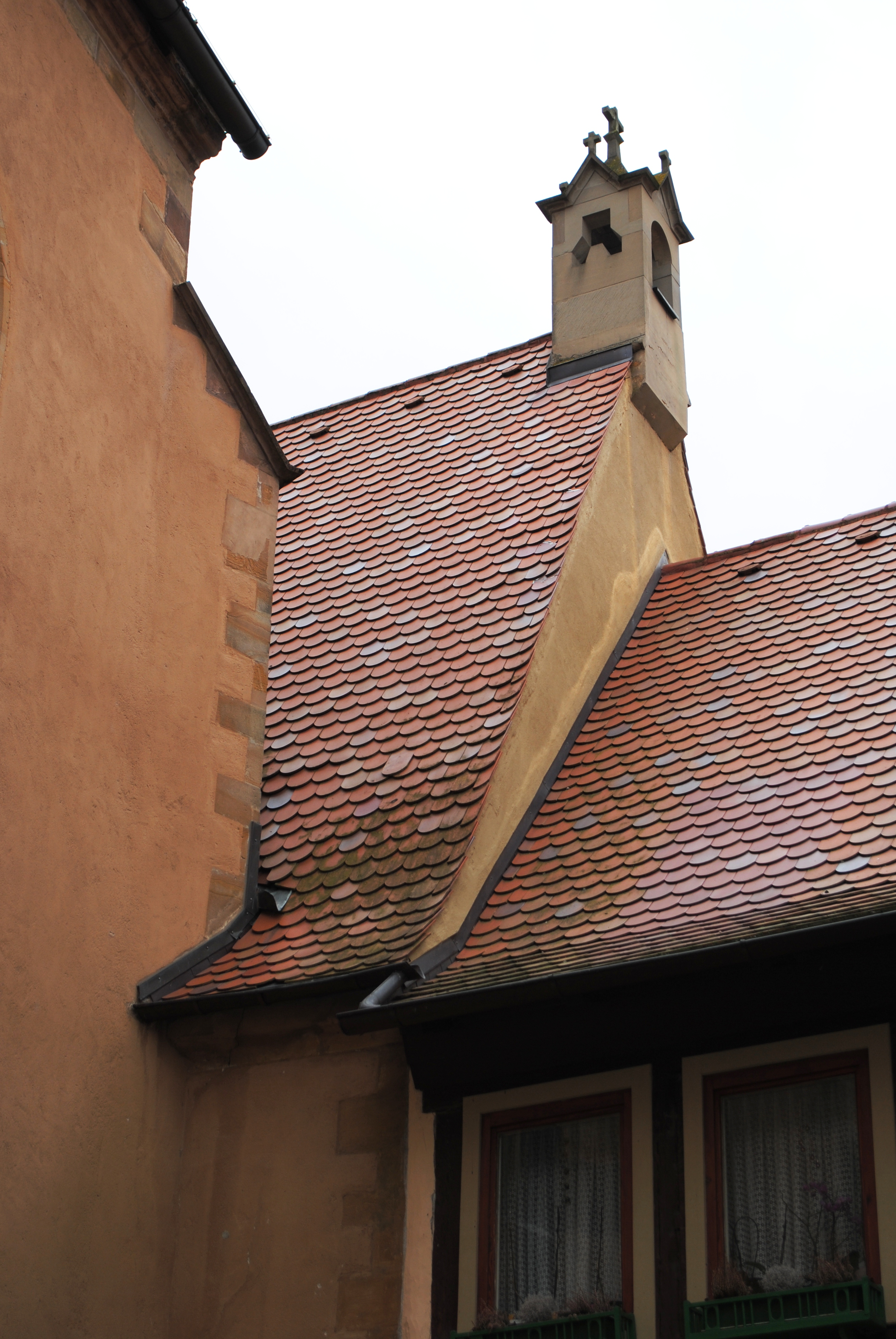
Nikolauskapelle Volkach
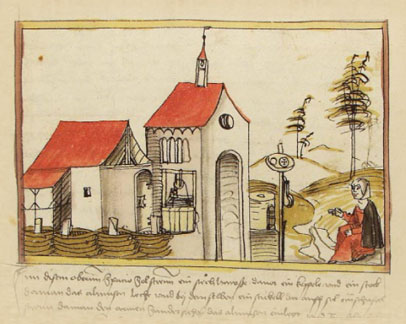
Siechenhauskapelle
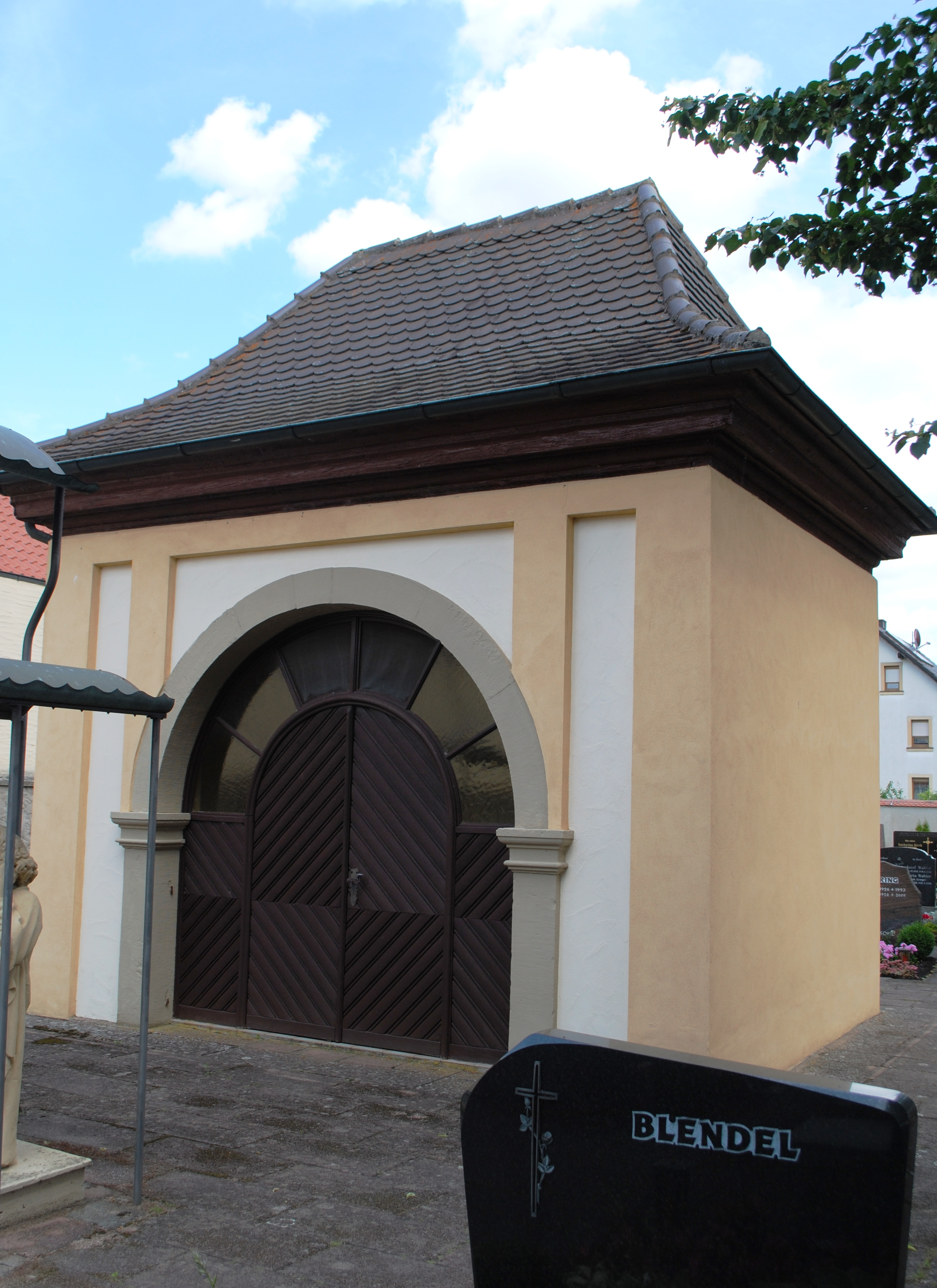
Friedhofskapelle Fahr
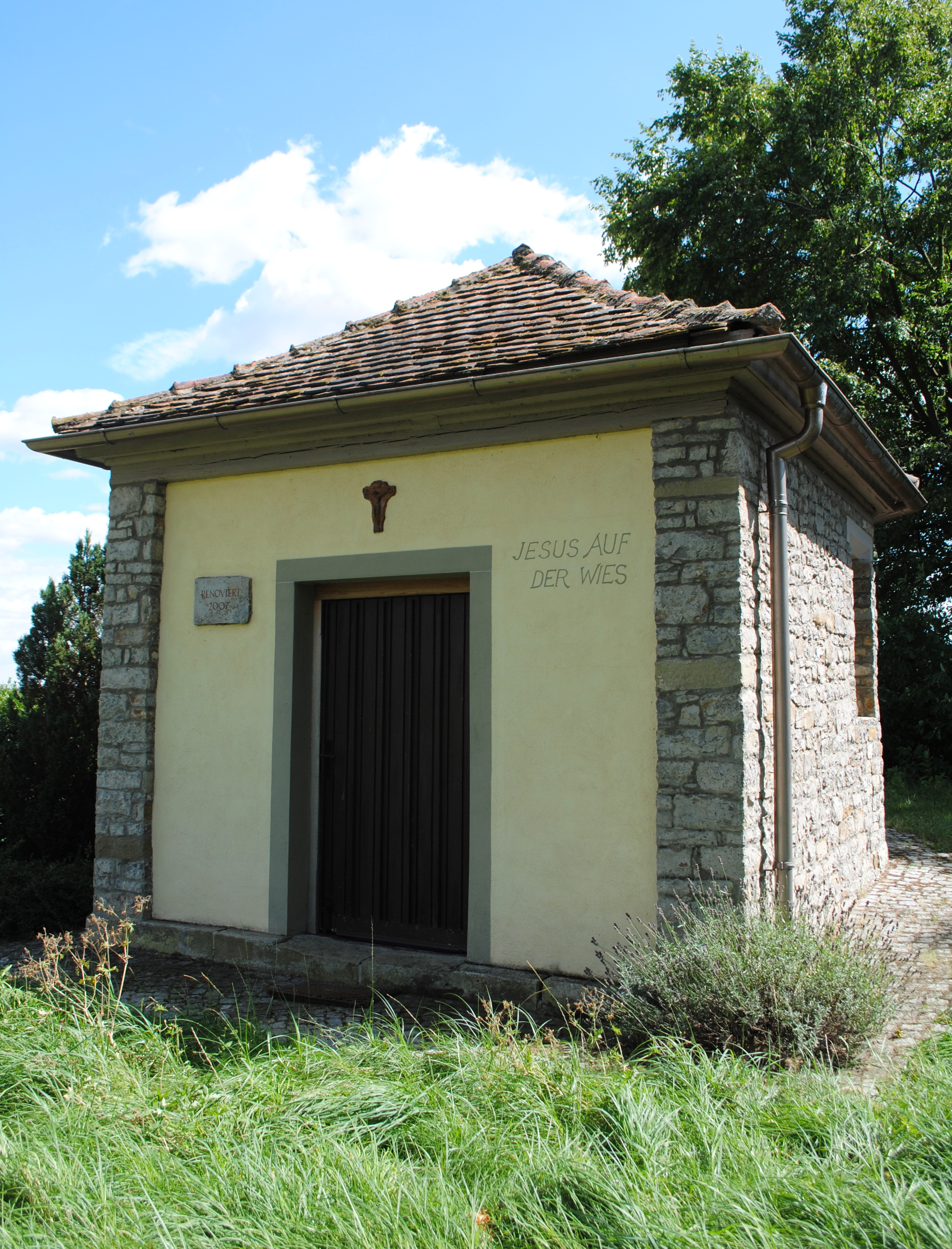
Jesus auf der Wies
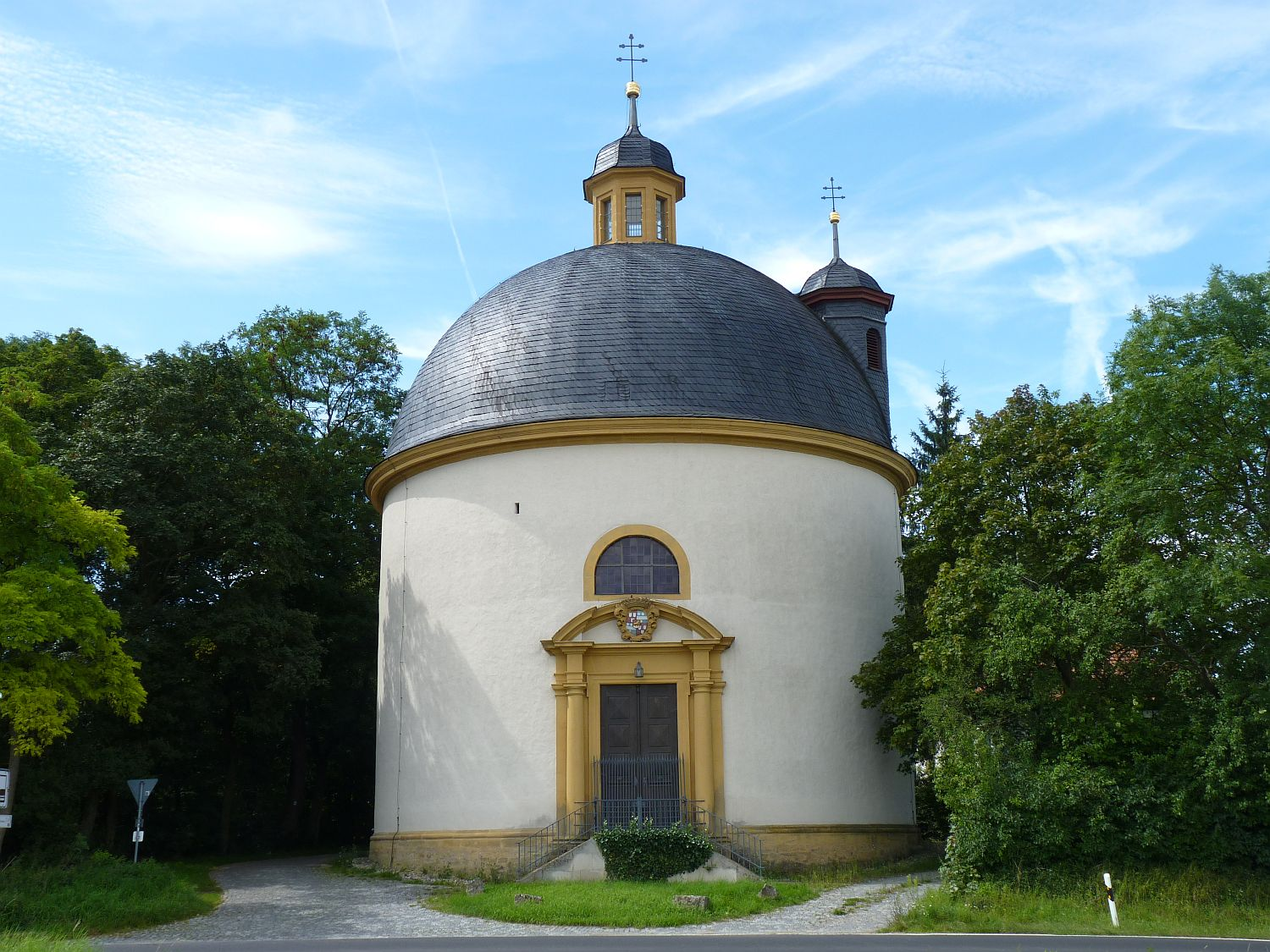
Heilig-Kreuz-Kapelle
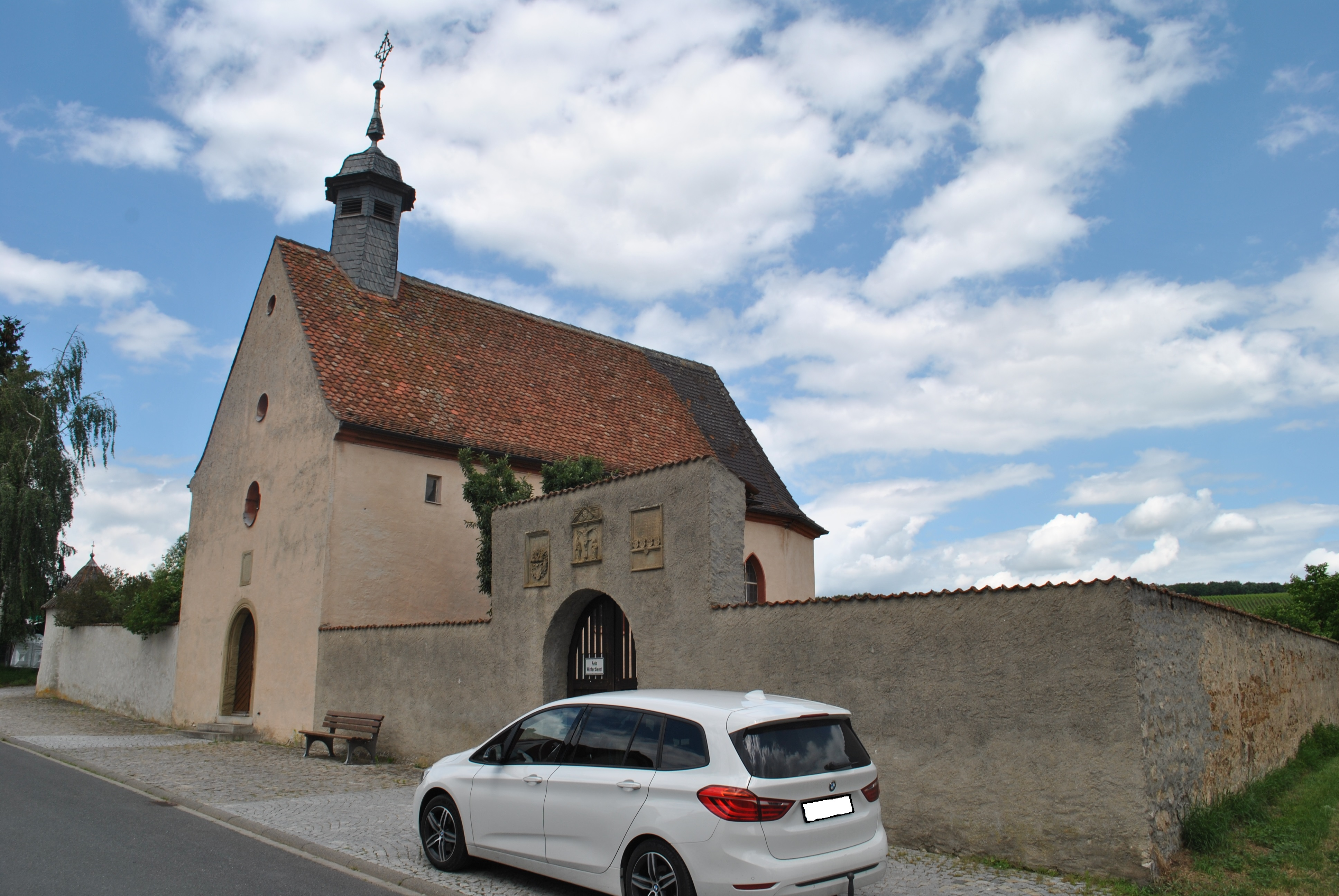
Michaelskapelle
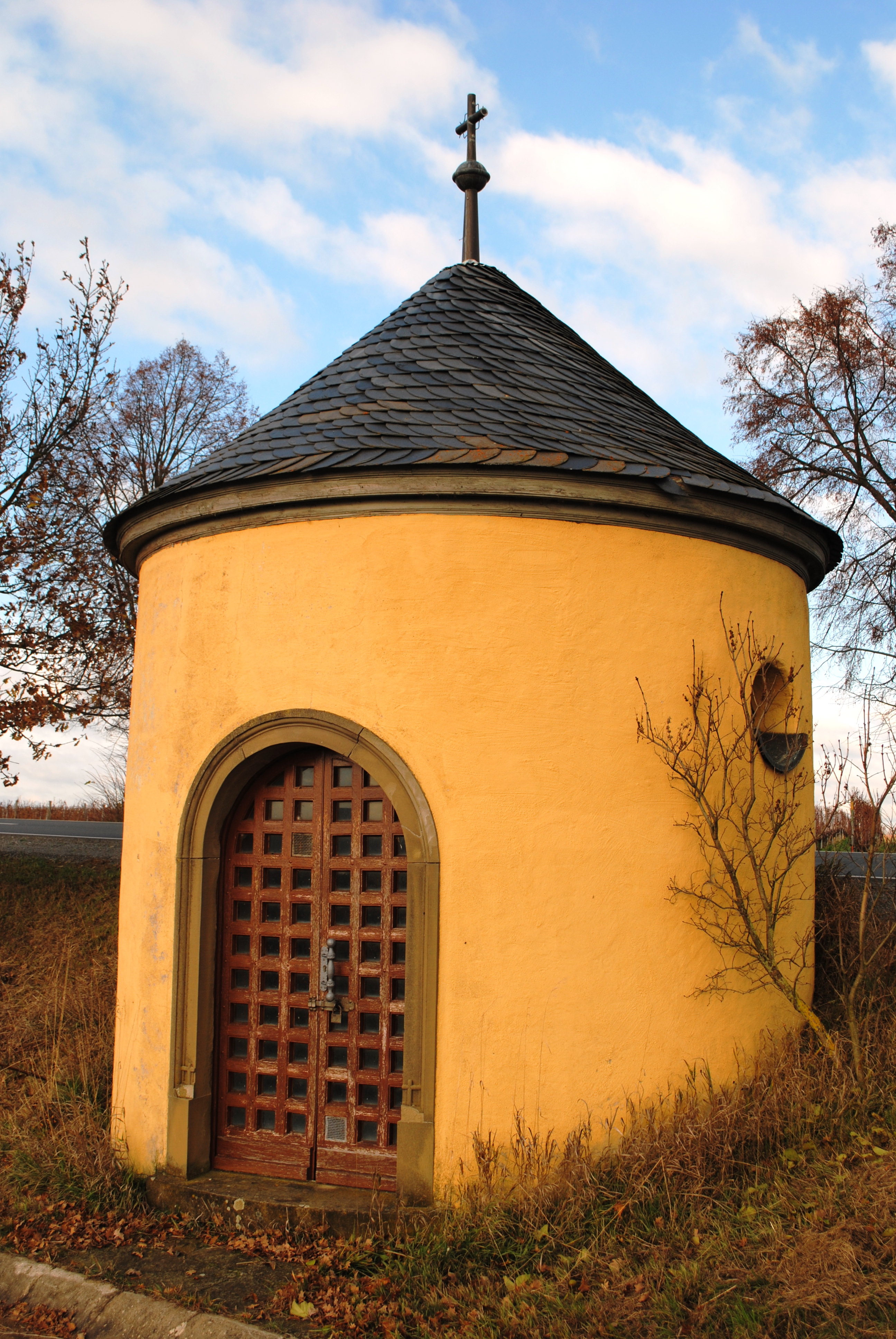
Rundkapelle Astheim
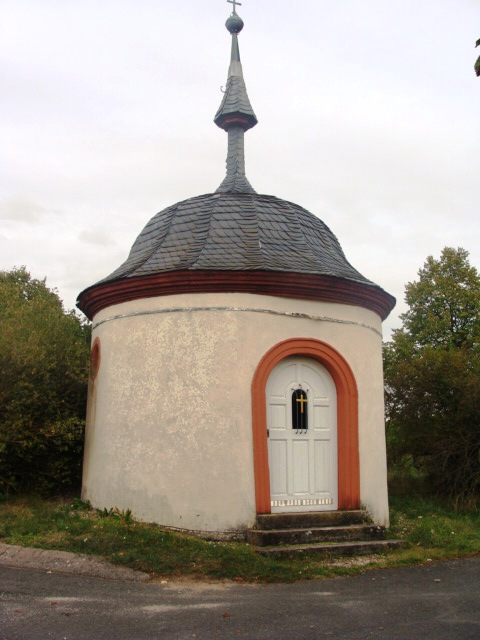
Kreuzkapelle Fahr
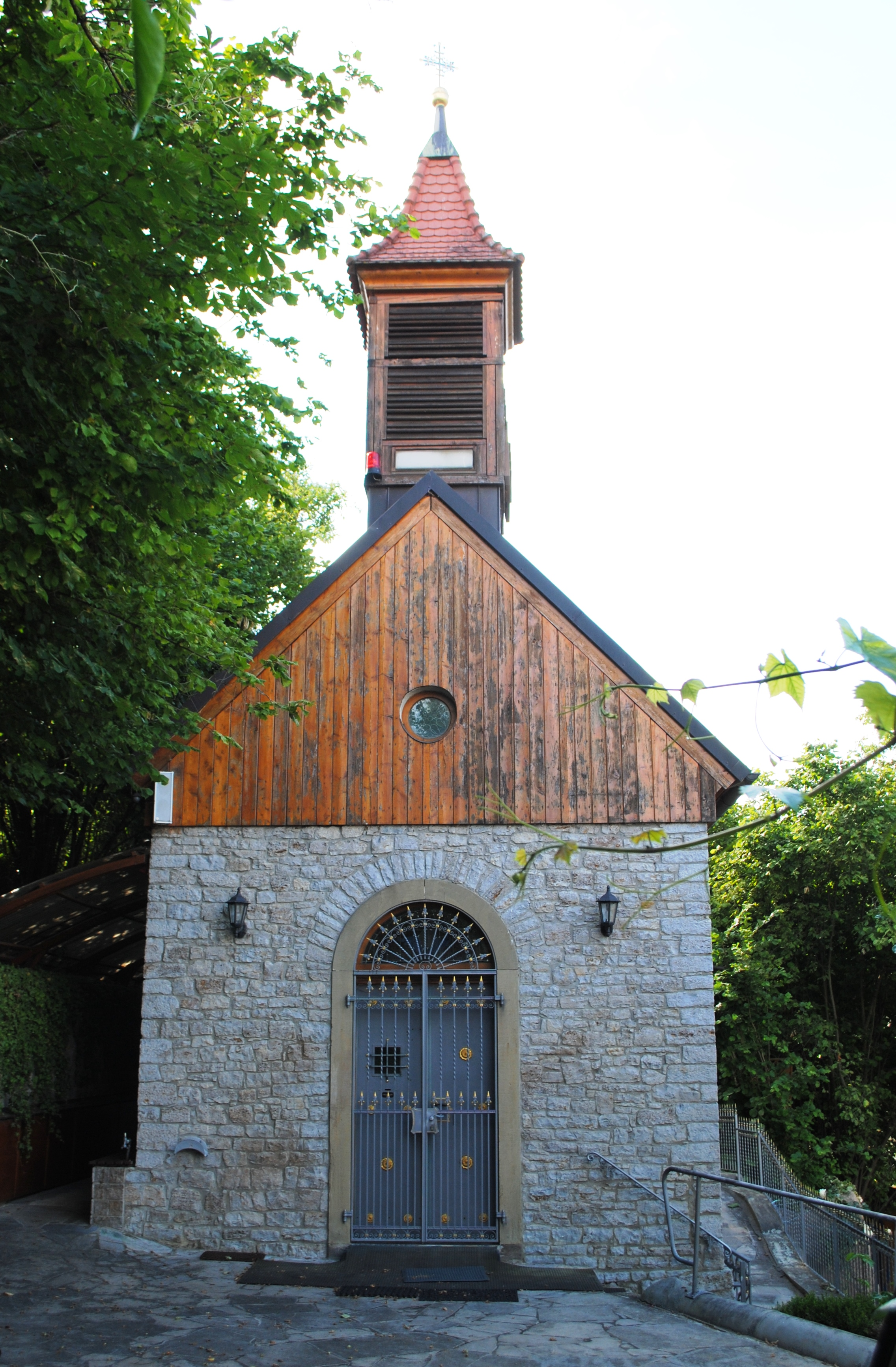
Lourdeskapelle
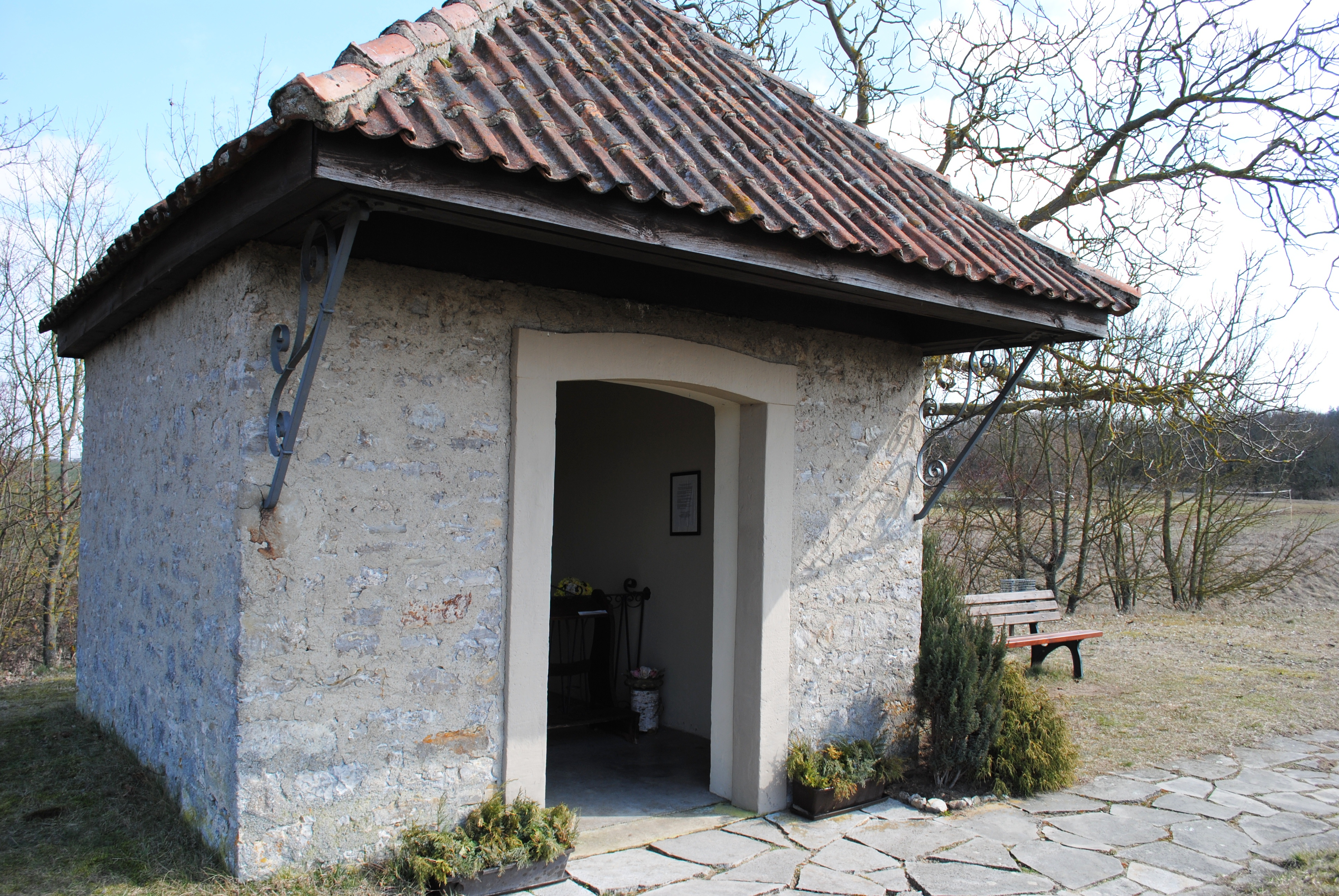
Feldkapelle Volkach

## Synagoge Öttershausen
| jüd. (abgeg.) | 19. Jh. |

Die jüdische Gemeinde Öttershausen war die einzige auf dem Gebiet der heutigen Gemeinde, die eine eigene Synagoge als Sakralraum unterhielt. Die Gemeinde bestand im 19. Jahrhundert aus lediglich 15 bis 20 Personen, was den Unterhalt der Synagoge schwierig machte. Über den Verbleib des Hauses nach der Auflösung um 1880 gibt es kaum Quellen. Als Adresse wird das erste Haus rechts des Gutshofes bezeichnet. Noch 1992 waren zwei Mauerreste mit originalen Fenstern erhalten.49° 54′ 18,8″ N, 10° 13′ 2,5″ O